# Jacqueline Lorians
Jacqueline Lorians (ou Lorains) est une actrice pornographique, née en France le 4 février 1962. Installée aux États-Unis, elle a mené entre 1980 et 1989 une carrière couronnée par l'AVN Award du meilleur second rôle féminin pour Beauty and the Beast.

## Biographie
Jacqueline Lorians apparait à l'écran pour la première fois en 1981 dans une scène lesbienne de Nightdreams, un porno fantastique coécrit par les auteurs de Café Flesh. L'année suivante elle partage l'affiche de The Devil in Miss Jones 2 avec Georgina Spelvin, vedette du premier opus de la série.
Si la belle rousse sait se donner sans retenue, elle peut aussi incarner une sexualité plus douce, moins agressive, qui la porte plus volontiers à interpréter des situations romantiques, des personnages fragiles, des jeunes femmes candides et inexpérimentées.
Au cours de sa carrière, elle tourne notamment pour Henri Pachard, Alex de Renzy, Joseph W. Sarno et John Stagliano. Elle a pour partenaires masculins John Holmes, Jamie Gillis, Peter North ou Ron Jeremy, entre autres. Elle tourne également de nombreuses scènes lesbiennes avec Amber Lynn, Sheri St. Clair, Tracey Adams ou Traci Lords. Bien que figurant au générique de plusieurs films aux côtés de cette dernière, Jacqueline Lorains n'aura jamais partagé qu'une scène avec elle dans Just Another Pretty Face (1985).
Jacqueline Lorians partage un temps sa vie privée entre le chef opérateur et réalisateur Jane Waters et l'acteur Paul Thomas.
Avec le premier, elle produit le film Daddy's Darling Daughters (1986) avec Nikki Charm. Waters lui offre ensuite l'opportunité d'incarner Traci Lords, l'actrice alors au cœur du scandale, dans Traci's Big Trick (1987).
Le second, passé à la réalisation, la dirige à sept reprises et lui donne encore l'occasion de s'illustrer dans des parodies comme Romeo and Juliet Part 2, Little Red Riding Hood ou Beauty and The Beast 1 (1988).
Après huit ans de carrière dans le X et quelque quatre-vingt films, l'actrice se retire des plateaux fin 1988. Jacqueline Lorians voit sa collaboration avec Paul Thomas récompensée par l'AVN Award 1989 du meilleur second rôle féminin dans une vidéo pour Beauty and the Beast.

## Récompenses
- 1989 : AVN Award Meilleur second rôle féminin - Vidéo (Best Supporting Actress - Video) pour Beauty and the Beast[7]

## Filmographie

### Comme actrice
Longs métrages
- 1981 : Nightdreams de Francis Delia : la cowgirl brune (avec Danielle et Dorothy LeMay)
- 1982 : Devil in Miss Jones 2 de Henri Pachard (avec Ashley Moore et Bobby Astyr et Joey Silvera)
- 1982 : Blonde Goddess de Bill Milling : la petite française / Sadie (avec David Messa)
- 1982 : All American Girls 1: Oh Beautiful de Bill Milling : Deanna (avec Steve Douglas)
- 1982 : Maximum 2
- 1983 : Fantasies Of Jennifer Faye (avec Ron Jeremy)
- 1983 : In The Pink de Bill Milling : Marie-Ange (avec Joanna Storm, Ken Starbuck, Scott Baker et Joey Silvera)
- 1983 : Bad Girls 2 de David I. Frazer : Chrissy (avec Brooke Fields et Ron Jeremy)
- 1983 : Babylon Blue de Henri Pachard : Mrs. Baker (avec Joey Silvera)
- 1983 : Pom-pom Girls
- 1984 : Young Girls Do de Bob Vosse : Norma Jean (avec Erica Boyer)
- 1984 : Making it Big de Vincent Davis : Cherry (avec Desiree Lane, Jacy Allen, Blake Palmer, Jerry Davis, Craig Roberts, Hershel Savage, Marc Wallice et Paul Thomas)
- 1984 : I Want to Be Bad de Gary Graver : Flo Moroni (avec Jon Martin et Marc Wallice)
- 1984 : Intimate Couples de Scotty Fox (vidéo avec Rikki Blake, Angel West, Hershel Savage, Dino Alexander)
- 1984 : Dirty Girls de Alex de Renzy : la petite amie de Jamie (avec Jamie Gillis)
- 1984 : Classical Romance de Richard Mailer : Laura (avec Paul Thomas)
- 1984 : Ball Busters de Alex de Renzy (avec Gina Carrera)
- 1984 : Hot Stuff de Joseph W. Sarno : Rhode Island Red (avec Michael Knight)
- 1984 : Suze's Centerfolds 8 de Suze Randall (avec Paul Thomas)
- 1985 : The Love Scene de Jerome Bronson (avec Eric Edwards, Marc Wallice et Steve Drake)
- 1985 : Tracy in Heaven de B.J. Baily et Jerome Tanner : Bette Locke (vidéo avec Gina Valentino et Marc Wallice)
- 1985 : The Idol de Jerome Tanner (avec Helga Sven et John Holmes)
- 1985 : Sleepless Nights de Hayes Dupree : (avec Lili Marlene)
- 1985 : Sexaholic de Jack Genero (avec Jessica Wylde et Susan Hart )
- 1985 : Pool Service de Howard Wasserman (vidéo avec Rhonda Jo Pettyo et Jeff Conrad)
- 1985 : One Hot Night of Passion : la joueuse de tennis brune (avec Lana Burner et Ron Jeremy)
- 1985 : Night Moods de Drea
- 1985 : Losing Control de Bob Chinn : (avec Patti Petite et Eric Edwards)
- 1985 : Ladies of the '80s de Mark Richards (vidéo avec Tamara Longley, Sheri St. Clair, Lana Burner, Tallie Cochrane et  Jesse Adams)
- 1985 : Just Another Pretty Face de Scotty Fox (avec Traci Lords)
- 1985 : Hot Girls in Love (compilation)
- 1985 : Goin' Down de Damon Christian (avec Dan T. Mann et Peter North)
- 1985 : Girls Of Hollywood Hills (vidéo avec Desiree Vincent et  Ray Wells )
- 1985 : Blue Ice de Phillip Marshak : Messina (vidéo avec Helga Sven, François, Hershel Savage et Jamie Gillis)
- 1985 : Life & Loves of Nikki Charm de Henri Pachard (vidéo avec Nikki Charm et Tom Byron)
- 1986 : Gettin' Ready de Jerome Bronson (vidéo avec Peter North)
- 1986 : Erotic City de Gary Graver : Linda Casey (vidéo avec Amber Lynn, Laurie Smith, Joanna Storm, John Leslie et Jamie Gillis)
- 1986 : Daddy's Darling Daughters de Jane Waters : Doreen (avec Nikki Charm)
- 1986 : Charm School de Henri Pachard (vidéo avec Nikki Charm et Steve Drake)
- 1986 : Bouncin' in the U.S.A. de Emmarbee (vidéo)
- 1987 : Who Came in the Back Door? de Gerald Wayne (avec Shanna McCullough)
- 1987 : Vanessa Obsession de John Stagliano (vidéo)
- 1987 : Traci's Big Trick de Jane Waters : Traci Lords (vidéo avec Sharon Mitchell, Melissa Melendez, Troy Tannier, Scott Apollo, Jerry Butler, Peter North et Ron Jeremy)
- 1987 : Sex for Secrets de John Stagliano : camarade Cherrykova (vidéo)
- 1987 : Peek-a-Boo de Muhammed Akmed (vidéo avec Billy Dee et Ron Jeremy)
- 1987 : Passionate Heiress de Jerome Bronson : Ruth (vidéo avec Billy Dee, Peter North et Joey Silvera)
- 1987 : Nicki de Henri Pachard (vidéo avec Tracey Adams, Nikki Charm, Dan T. Mann, Hershel Savage et Tom Byron)
- 1987 : Double Messages de Royce Shepard
- 1987 : Laid In The USA
- 1987 : Angel Gets Even de Paul Thomas (vidéo avec Tracey Adams, Alicia Monet, Angel Kelly, Jerry Butler, Mike Horner et Joey Silvera)
- 1987 : The Touchables de Vinnie Rossi (avec Kim Alexis et F.M. Bradley)
- 1988 : The P.T.X. Club de Max Schenk (avec Billy Dee et Jon Martin)
- 1988 : Suzie Creamcheese de Joseph W. Sarno (vidéo avec Michael Knight et Ron Jeremy)
- 1988 : Soul Kiss This de Bobby Hollander (vidéo avec Nikki Charm)
- 1988 : Romeo and Juliet Part 2 de Paul Thomas : Wanda (vidéo avec Nikki Randall, Jamie Gillis et Rick Savage)
- 1988 : Reamin' Reunion de Vinnie Rossi : Diane (avec Frankie Leigh, Tiffany Rose, Billy Dee, F.M. Bradley et Mike Horner)
- 1988 : Lady in Black de John T. Bone
- 1988 : Lusty Detective de Ron Jeremy (avec Ray Victory et Ron Jeremy)
- 1988 : Loose Lifstyles de John Stagliano : la petite amie (vidéo avec Aleena Ferari, Stephanie Rage, Billy Dee, Blake Palmer, John Wright et Tony Montana)
- 1988 : Little Red Riding Hood de Paul Thomas : la fille du bar (avec Jerry Butler)
- 1988 : Lesbian Lovers de John Shubert
- 1988 : KUNT. T.V. de Raoul Colombo (vidéo avec Frankie Leigh)
- 1988 : Black Widow de Paul Thomas : Agnès (vidéo avec Tami White, Nikki Randall et Jamie Gillis)
- 1988 : Ball Street de Jerome Bronson : (avec Peter North)
- 1988 : Ball in the Family de Joseph W. Sarno : Horial (vidéo avec Christine Robbins et Rick Savage)
- 1988 : Operation Penetration
- 1988 : Dildo Babes 2
- 1988 : Anatomy of a Male Stripper de John Stagliano :
- 1988 : Beauty and The Beast 1 de Paul Thomas : Deborah (vidéo avec Nikki Knight, Mike Horner et Tom Byron)
- 1988 : Soul Kiss This de Bobby Hollander (avec Nikki Charm)
- 1989 : Sheer Haven de Paul G. Vatelli : la fille de rêve (vidéo)
- 1989 : Good Evening Vietnam de Paul Thomas (avec Ona Z, Siobhan Hunter et Randy Paul)
- 1989 : Club Sex de Max Schenk
- 1989 : Caught in the Act de Paul Thomas : Tammy Fakker (vidéo avec Alicia Monet et Mike Horner)

Courts métrages
| - 1980 : Limited Edition 23 - Lusty Ladies#330: Old Fashioned Girls (Double Trouble) - Lusty Ladies#334: Patient Penny - Lusty Ladies#337: School Girls - Lusty Ladies#342: Rich Bitch | - 1981 : Golden Girls Film 023: Lady Talk - 1982 : Golden Girls Film 024: Head Over Tits - 1982 : Golden Girls Film 059: Memorable Mammaries - 1985 : Gourmet Quickies 16 - 1987 : Tops And Bottoms - 1988 : Pretty Girls Erotic Video 5 |

Images d'archives, compilations
| - 1982 : Golden Girls 4 (compilation de loops pour la vidéo) - 1983 : Golden Girls 12 (compilation de loops pour la vidéo) - 1983 : Lusty Ladies 2 (compilation de loops pour la vidéo) - 1983 : Women Who Love Women - 1983 : Wine Me, Dine Me, 69 Me (scène de Bad Girls 2) - 1984 : Golden Girls 21 (compilation de loops pour la vidéo) - 1984 : Golden Girls 22 (compilation de loops pour la vidéo) - 1984 : Lusty Ladies 12 (compilation de loops pour la vidéo) - 1984 : Lusty Ladies 14 (compilation de loops pour la vidéo) - 1986 : Tracy's Hidden Fantasies (scène de Sleepless nights) - 1986 : Amos And Candy de John Stagliano - 1986 : Diamond Collection 78 - 1986 : This Stud's For You - 1987 : Tracy in Heaven (new)(scènes de Tracy in Heaven) - 1988 : Blue Vanities 29 - 1988 : Blue Vanities 55 - 1988 : All The Best Nicki - 1988 : Diamond Collection Double X 15 - 1988 : Only the Best of Women with Women - 1988 : Oral Ecstasy 4 - 1989 : Working Overtime - 1989 : Abracadabra - 1989 : XTV 2 | - 1989 : Nympho Lesbians - 1989 : Only the Best 2 - 1989 : Taste of Stephanie - 1990 : Desktop Dolls - 1990 : Wild Fire de Tommy Jackson - 1991 : Only the Best of Suzie - 1991 : Peek-a-boo (new) (scène de Peek-a-boo ) - 1992 : Diamond Collection Double X 68 - 1992 : Good the Bad and the D-Cups - 1993 : True Legends of Adult Cinema: The Unsung Superstars - 1993 : Erotic Impulse 15 - 4-Way Fuck Fest - 1993 : Blue Vanities 87 - 1994 : Blue Vanities 97 - 1994 : Blue Vanities 121 - 1994 : Lusty Detective (new) (scènes de Lusty Detective) - 1999 : Blue Vanities 314 - 2003 : Little Oral Annie Rides Again - 2004 : Lesbian Bra Busters of the 80's - 2005 : Helga Sven: 40+ Bra Buster - 2006 : Deep Inside Joanna Storm - 2007 : Lotsa Top - 2007 : Swedish Erotica 73 - 2007 : Swedish Erotica 124 |

Vidéos érotiques
- 1987 : Electric Blue 57 : Virginia (vidéo softcore)

### Comme scénariste
- 1986 : Daddy's Darling Daughters de Jane Waters, (coécrit avec Jane Waters)
- 1988 : Loose Lifstyles de John Stagliano, (coécrit avec John Stagliano)

### Comme productrice
- 1986 : Daddy's Darling Daughters de Jane Waters, (coproduit avec Jane Waters)

## Photographies
- Partner (États-Unis), septembre 1981, Elena, the Polish Princess par Steven Hicks (couverture)
- Lusty Ladies (États-Unis), no 2, Rich Bitch (couverture)
- Hustler Rejects (États-Unis), Volume # 5, 1982, Marianne par Clive McLean
- Seductress (États-Unis), no 2, Something Different (couverture)
- High Society (États-Unis), vol. 9, no 1, mai 1984, par Suze Randall
- Erotic X-Film guide (États-Unis), vol. 6, no 4, avril 1988 (couverture)
- Frivol (Allemagne), no 211, août 1991